# Acianthera lojae
Acianthera lojae é  uma espécie de orquídea (Orchidaceae) que existe da Costa Rica à Bolívia, antigamente subordinada ao gênero Pleurothallis.

## Publicação e sinônimos
- Acianthera lojae (Schltr.) Luer, Monogr. Syst. Bot. Missouri Bot. Gard. 95: 254 (2004).

Sinônimos homotípicos:
- Pleurothallis lojae Schltr., Repert. Spec. Nov. Regni Veg. Beih. 8: 60 (1921).

Sinônimos homotípicos:
- Pleurothallis brunnescens Schltr., Repert. Spec. Nov. Regni Veg. Beih. 19: 183 (1923).
- Pleurothallis citrophila Luer, Selbyana 3: 266 (1977).
- Pleurothallis florosa Luer, Selbyana 3: 302 (1977).
- Acianthera citrophila (Luer) Pridgeon & M.W.Chase, Lindleyana 16: 243 (2001).
- Acianthera florosa (Luer) Pridgeon & M.W.Chase, Lindleyana 16: 243 (2001).